# بتریوژن
بتریوژن (به انگلیسی: Botryogene) با فرمول شیمیایی MgFe 3+[OH - (SO4)2].7H2O از مجموعه کانی هاست و  محلول در آب گرم و دراسیدکلریدریک. از کلمات یونانی botrus به معنای خوشه و gennan به مفهوم بوجودآوردن گرفته شده‌است.  محلول در آب گرم و دراسیدکلریدریک. MgO:۹٫۶۴٪  Fe2O۳:۱۹٫۲۸٪  SO۳:۳۸٫۵۵٪  H2O:۳۲٫۵۳٪  برای اولین بار در چک و اسلواکی کشف شد و از نظر شکل بلور: منشورهای طویل و کوتاه، رنگ: قرمزسنبلی، شفافیت: شفاف - نیمه شفاف، جلا: شیشه ای، رخ: کامل- مطابق با  خوب - مطابق با، سیستم تبلور: مونوکلینیک و در رده‌بندی سولفات است  و منشأ تشکیل آن ثانوی است.
همایند کانی‌شناسی (پارانژ) آن رآلگار - سینابر- اپسونیت- کوکیمبیت- کوپیاپیت- ولتائیت و غیره است
، از نظر ژیزمان  بلوری - آگرگاتهای خوشه‌ای و شعاعی تقریباْ کمیاب ; آلمان، سوئد، چک و اسلواکی، مکزیک، شیلی، آمریکا و.... یافت می‌شود.

## منبع
- پردیس کشاورزی ایران